# 五十嵐一遇刺案
五十嵐一遇刺案是一宗1991年7月11日於日本發生的謀殺案，日本文化學者、《撒旦诗篇》日文版译者五十嵐一於案中遇害。于2006年7月11日超过刑事追诉时效，被归为未解决案件。

## 概要
1991年7月12日，筑波大学副教授五十岚一被发现倒卧在筑波大学筑波校区人文·社会学系A栋7层的电梯间，身上有刀傷。经过司法解剖，警方判断死亡时间是一天以前。同时，现场发现了的O型血迹（因与五十岚一的血型不同，警方判断该血迹属于杀手）和杀手留下的脚印。凶手所穿的鞋为中国制的布鞋，尺码为27.5cm。
五十岚一在1990年翻译了薩爾曼·魯西迪的小说《撒旦诗篇》。而在1989年2月，因认定该书亵渎伊斯兰教，伊朗精神领袖赛义德·鲁霍拉·霍梅尼对作者萨尔曼·魯西迪和出版发行的相关人士下达了死刑的教令。因此，关于五十岚一被杀事件与伊朗政府有关的讨论甚嚣尘上。
该案件一直真相不明，并且在15年后的2006年7月11日超过刑事追诉时效，被归为未解决案件。虽然该案件的杀手是外国人的可能性较大，凶徒逃亡海外的情况下，依旧可以追究其刑事责任。但是警方还是把作为证物保管的被害者遗物交还给了被害者亲属。

## 犯人和动机
前CIA职员肯尼斯·波拉克表示该案件是伊斯兰革命卫队中负责对外阴谋、恐怖活动等特殊部队“圣城军”所为。而选择容易被目击的电梯间刺杀也是为了取得杀一儆百的效果。
此外，《週刊文春》1998年4月30日号刊登了:“《撒旦诗篇》五十岚副教授被杀事件嫌疑人浮出水面”的文章。该杂志称，根据安全机关嫌疑人调查的绝密报告记载，事发时，东京入国管理局正在密切关注一位在筑波大学短期留学的孟加拉国籍留学生。该学生在五十岚一尸体被发现的当天下午经由成田机场回国。但由于日本政府担心和伊斯兰国家的关系恶化，相关调查没有继续。
案件调查过程中，在校内五十岚一的抽屉里发现了被认为是被害数周之前写下的笔记。笔记内容是一首用日语和法语写下的与坛之浦之战相关的四行诗。在诗的第四行，用日语写下的“被杀死在坛之浦”相对应的地方，用法语写着“被杀死在楼梯背面”。因此，也产生了五十岚一已经觉察到生命受到威胁的说法。

## 引用·来源
1. ↑  『ザ・パージァン・パズル』小学館、2006年
2. ↑  麻生幾「「悪魔の詩」殺人 国家が封印した暗殺犯」『文藝春秋』2010年10月号

## 相关项目
- 撒旦诗篇
- 五十岚一
- 土本武司 - 报警人
- 提奥·梵高
- 完美犯罪